# Iniostichus nigricoxa
Iniostichus nigricoxa är en stekelart som beskrevs av Kamijo och Ikeda 1997. Iniostichus nigricoxa ingår i släktet Iniostichus och familjen finglanssteklar. Inga underarter finns listade i Catalogue of Life.